# Jarmo Mäkitalo
Jarmo Mäkitalo, född 8 oktober 1960 i Lahtis, är en finländsk före detta ishockeyspelare.
Mäkitalo spelade 11 säsonger för Leksands IF mellan 1980 och 1995. Han kom till Leksand efter OS i Lake Placid då Erkki Laine och Kari Eloranta tog kontakt och bad att få låna honom. Säsongerna 1983/84 och 1984/85 spelade Mäkitalo med Södertälje SK och vann SM-guld med dem 1985. Han var också med i Borohus satsning på Team Boro mellan åren 1990 och 1992. Mäkitalo har deltagit i två OS för Finland och har ett silver från J20-VM.